# Ânima Educação
A Ânima Educação é uma organização educacional privada de ensino superior do Brasil. A companhia é a 4º maior player de educação privada do país em número de alunos e a 3º em receita líquida.

## História
Em 6 de maio de 2003, os empresários Daniel Faccini Castanho, Maurício Nogueira Escobar e Marcelo Battistella Bueno adquiriram a Minas Gerais Educação Ltda., mantenedora do Centro Universitário Una, em Belo Horizonte.
Em 2006, a Ânima adquiriu o Associação Educacional do Litoral Santista – AELIS, criado em 1971 e mantenedora do Centro Universitário Monte Serrat, conhecido como Unimonte.   
Após um ciclo de mais três anos, em 2009 a Ânima adquiriu o Centro Universitário de Belo Horizonte, o UniBH, na capital mineira. 
Em 2013, além de adquirir 100% de participação da HSM, a Ânima estreou suas ações na Bolsa de Valores.
Em 2014, tentou adquirir as instituições brasileiras da empresa americana Whitney: Centro Universitário Jorge Amado (UniJorge), em Salvador e Universidade Veiga de Almeida (UVA), no Rio de Janeiro. A compra no valor de R$ 1,14 bilhão seria a maior do setor de educação no Brasil, além da transferência de 11,6% da Ânima para Whitney, dependendo apenas da aprovação do Conselho Administrativo de Defesa Econômica (Cade), contudo, a operação não se concretizou. Ainda, em 2018, o grupo realizou a compra do Centro de Ensino Superior de Catalão (CESUC), universidade do interior goiano, no valor de R$ 31,25 milhões.
Em 2016 adquiriu a Sociedade Educacional de Santa Catarina (Sociesc), de Joinville (SC), iniciando as operações do grupo no Sul do País. No mesmo ano, a Ânima comprou Alis Educacional e também a Faculdade Politécnica de Uberlândia, instituições que foram vinculadas à marca Una posteriormente. Também em 2016, firmou parceria com a Le Cordon Bleu, inaugurando em 2018, em São Paulo, a primeira escola do instituto no Brasil.. Também comprou o Centro de Ensino Superior de Catalão (CESUC), universidade do interior goiano, e a Faculdade Divinópolis (Faced), no centro-oeste mineiro, instituições que foram integradas à marca da Una. E no Sul, adquiriu a Faculdade Jangada, em Jaraguá do Sul (SC), que foi vinculada à UniSociesc. 
Em 2019, a organização adquiriu o Instituições de Ensino da AGES, da Bahia, e a faculdade UniCuritiba da cidade de Curitiba, Paraná.  
Em maio de 2020, a Ânima Educação adquiriu 100% das cotas da Inovattus Empreendimentos e Participações LTDA., que, por sua vez, é detentora de 51% do capital social do CESUV, sociedade mantenedora da FASEH, que possui cerca de 1.034 estudantes na cidade de Vespasiano, região metropolitana de Minas Gerais.
Ainda em 2020, a organização adquiriu o Centro de Educação Superior de Guanambi S.A. que resultará na aquisição do controle da Sociedade, detentora dos direitos de mantença do Centro Universitário FG – UniFG. Também neste ano, a Ânima Educação adquiriu a MEDROOM, empresa de base tecnológica (startup) líder no Brasil no desenvolvimento de soluções em tecnologias imersivas (Realidade Virtual – RV e Realidade Aumentada - RA) para educação médica. 
No final de 2020, foi inaugurado o Learning Village, primeiro hub de inovação e educação da América Latina, fundado pela HSM e a SingularityU Brazil. O hub oferecerá para as startups programas de desenvolvimento de negócios que incluem conexão com grandes empresas, mentoria, espaço de trabalho, programas da SingularityU Brazil, acesso à rede global da Singularity University e a programas específicos realizados internamente com startups e grandes corporações. 
Em maio de 2021, a Ânima Educação anunciou a aquisição de todos os ativos brasileiros do grupo norte-americano Laureate.